# Focke-Wulf Fw 272
O Focke-Wulf Fw 272 foi um projecto da Focke-Wulf durante a Alemanha Nazi, para a concepção de uma aeronave de combate aéreo, alimentada por dois sistema de propulsão diferentes.